# Rick Carlisle
Richard Preston "Rick" Carlisle, född 27 oktober 1959 i Brooklyn i New York, är en amerikansk baskettränare och tidigare basketspelare. Som tränare blev han NBA-mästare 2011 med Dallas Mavericks. Säsongen 2001/2002 utsågs han till NBA Coach of the Year som tränare för Detroit Pistons.

## Lag som spelare
- Boston Celtics (1984–1987)
- Albany Patroons (1987)
- New York Knicks (1987–1988)
- New Jersey Nets (1989)

## Tränaruppdrag
- New Jersey Nets (assisterande, 1989–1994)
- Portland Trail Blazers (assisterande, 1994–1997)
- Indiana Pacers (assisterande, 1997–2000)
- Detroit Pistons (2001–2003)
- Indiana Pacers (2003–2007)
- Dallas Mavericks (2008–2021)
- Indiana Pacers (2021–)